# Papež Leon XI.
Papež Leon XI. (rojen kot Alessandro Ottaviano de' Medici), italijanski rimskokatoliški duhovnik, škof in kardinal, * 2. junij 1535, Firence, † 27. april 1605 Rim (Papeška država).
Papež je bil leta 1605, le 27 dni.

## Življenjepis

### Poreklo in mladost
Alessandro de' Medici se je rodil v Florenci 2. junija 1535. Oče je bil član znamenite rodovine Medičejcev grof Ottaviano de' Medici (1482-1546), mati pa Francesca di Iacopo Salviati (1505-1566). Bil je zadnji od štirih otrok in edini deček. Oče je po stranski črti pripadal k tej vplivni in mogočni florentinski rodovini, ki je držala oblast nad mestom v svojih rokah. Družina Medičejcev je dala Cerkvi že dva papeža: Leona X. (1514-1521) ter Klemena VII. (1523-1534). Mati je bila nečakinja Leona X. Pri desetih letih je postal Aleksander sirota brez očeta; zato ga je šolal dominikanski duhovnik Vincenzo Ercolano. 
Aleksander je začutil duhovniški klic, toda njegova mati je nasprotovala njegovemu poklicu, ker je bil edini moški v družini. Da bi ga obrezhrabrila, ga je poslala na dvor Toskanske velike vojvodine k njegovemu bratrancu Kozimu, kjer je postal vitez Sv. Štefana. Pozneje je odpotoval v Rim (1560), kjer je sklenil dosmrtno prijateljstvo in sodelovanje s Filipom Nerijem, že za življenja smatranim svetnikom; bil je njegov najljubši učenec. Kot mnogim je tudi njemu prerokoval in sicer, da bo sedel na papeški prestol. Aleksandrova mati je umrla 1566 in tedaj je nadaljeval bogoslovne študije; duhovniško posvečenje je prejel 22. julija 1567. 

### Veleposlanik
Duhovniško službo je začel kot župnik pri Santo Stefano a Campi . Njegov bratranec Kozim I. ga je nato imenoval za veleposlanika Medičejcev v Papeški državi pri Piju V.; to službo je opravljal vseskozi na obojestransko zadovoljstvo tako nadvojvodov kot papeža. Aleksander je služil kot florentinski veleposlanik od 1569 do 1584. 

### Škof in kardinal
Gregor XIII. ga je imenoval za nadškofa v Pistoji 1573. Marca tega leta je sprejel škofovsko posvečenje v Rimu. 1574 je postal nadškof v Florenci.  Vernikom je ostal v spominu kot neumoren prenovitelj, ki je podpiral popravila in olepšave raznih cerkva, med drugimi tudi nadškofove. 1589 je sklical škofijsko sinodo ter izdal v zvezi s tem številne odloke. Preuredil je arhive, predpisal duhovniško obleko in dal obnoviti nadškofijsko palačo, ki jo je hudo poškodoval požar leta 1533; na palači še sedaj stoluje njegov grb, in sicer na vogalu z Via de' Cerretani (gl. sliko!). 
1583 ga je imenoval Sikst V. za kardinala-duhovnika pri Santi Quirico e Giulitta: kardinalski klobuk je prejel 9. januarja 1584; prejšnji naslov se je glasil San Ciriaco alle Terme Diocleziane. Po tem je nosil tudi druge kardinalske naslove: 30. avgusta 1600 je postal kardinal-škof v Albanu, a 17. junija 1602 v Palestrini. 

### Diplomatska dejavnost na Francoskem
Klemen VIII. ga je poslal kot papeškega legata v Francijo k Henriku IV., kjer je vladala sorodnica Marija Medičejska kot kraljica. 
Njegovo poslanstvo je bilo diplomatsko: imelo je namen doseči mir med Španijo in Francijo, da bi bilo mogoče pripraviti križarsko vojno zoper Turke; pa tudi versko: obnoviti katoliško vero in poravnati neurejene razmere, ki so nastale zaradi izpraznjenih škofij. V ta namen bi moral pripraviti Henrika IV. k preklicu proticerkvenih odlokov, doseči uveljavitev tridentinskih odlokov ter omogočiti vrnitev jezuitov v Francijo. 
Papež je Aleksandru izročil listino z navodili in imenovanje 10. maja 1596. Naslednjega dne je odpotoval iz Rima s prek dvestočlanskim spremstvom. 16. julija mu je v Montlhéry prišel naproti sam kralj; 21. julija ga je slovesno sprejel Pariz. Kralj mu je bil naklonjen, ter je 19. avgusta 1596 podpisal listino o spravi z Rimsko Cerkvijo. 
Tam je modro deloval zoper hugenotski vpliv in uspešno prispeval k špansko-francoskemu miru v Vervinsu 2. maja 1598. V Amiensu se je zopet sešel s kraljem, ki pa ni nameraval uveljaviti tridentinskih odlokov, niti dovoliti vrnitve jezuitom. Zato se je Aleksander s spremstvom podvizal nazaj v Italijo; v Ferrari ga je papež sprejel v konsistoriju 10. novembra 1598, zelo pohvalil njegove napore ter mu zaupal novo pomembno cerkveno službo: postal je prefekt združbe za škofe in redovnike.  

## Papež

### Izvolitev
14. marca 1605, 11 dni po smrti Klemena VIII., je 60 kardinalov vstopilo v težaven konklave, a 9 jih je bilo zadržanih. Največ možnosti za izvolitev sta imela veliki zgodovinar Baronius  in znani jezuit sveti Bellarmino.
Pietro Aldobrandini, ki je vodil italijansko stranko med kardinali, se je povezal s francoskimi kardinali; tako so izvolili Aleksandra kljub izrečni želji španskega kralja Filipa III..   Francoski kralj Henrik IV. je baje potrošil 300.000 zlatnikov v prid Aleksandrovi kandidaturi. Drugi viri zanikajo kakršnokoli denarno podporo francoskega kralja, ampak omenjajo le njegovo načelno podporo Aleksandrovi izvolitvi.  Španci so zoper njegovo izvolitev oporekali silovito, ker škrlatniki niso upoštevali želj njihovega kralja. Pravzaprav je začela španska zvezda ugašati, in želja njihovih vladarjev niso več imeli za povelja, kakor je to bilo doslej. Vsekakor je bila njegova izvolitev pravo presenečenje za mnoge. 
1.aprila 1605 je bil torej izvoljen za papeža ter si za papeško ime izbral Leon XI., v čast svojemu stricu Leonu X.. Umestil in kronal ga je 10. aprila 1605 protodekan, kardinal Francesco Sforza ; Lateransko baziliko je prejel v posest 17. aprila 1605 s slovesnim konjeniškim pohodom in dolgotrajnim obredom. 

### Kratkotrajno delovanje
Francija ga je cenila, Španija se ga bala; vendar ni mogel postati razsodnik v evropski politiki, ker je vladal le 27 dni. Imel pa je še toliko časa, da je imenoval za velikega penitenciarija kardinala Cinzija Aldobrandinija ; denarno je podprl nekatere revne kardinale in duhovnike. 
Leon je odobril - kljub skoraj prazni cerkveni blagajni - svetorimskemu cesarju Rudolfu II. izdatno pomoč proti Turkom. 

## Dela
- »Documenta Catholica Omnia« (v latinščini). Cooperatorum Veritatis Societas. Pridobljeno 6. decembra 2011.

## Smrt in spomin
Ob svoji izvolitvi je bil Leon XI. star 70 let; umrl je 27 dni potem v Rimu. Smrt je bila posledica naporov in prehlada med dolgotrajnimi obredi prevzema v posest Lateranske bazilike. Poklicati si moramo v spomin, da takrat še niso poznali antibiotikov ter so se kaj lahko prehlad, vnetje ali pljučnica končali s smrtjo. 
Pred smrtjo je zavrnil imenovanje za kardinala nekega svojega nečaka, ki si je tega na vso moč želel. Velika je bila žalost Rimljanov in Florentincev, ki so ga izredno spoštovali in ljubili med njegovim škofovanjem, ter so polagali velike upe v njegov pontifikat. 
Ker je bilo njegovo papeževanje tako kratko, so ga imenovali Papa Lampo ("Svetleči papež"). 
V polnosti torej velja reklo, ki je vklesano v spomin na Leona XI., kakor tudi veliko pozneje na Janeza Pavla I.: 
| Latinski izvirnik           | Italijanski prevod      | Slovenski prevod         |
| --------------------------- | ----------------------- | ------------------------ |
| „Magis ostentus quam datus“ | „Più mostrato che dato“ | „Bolj pokazan kakor dan“ |

Pokopali so ga v Baziliki sv. Petra. Tam mu je njegov nečak, kardinal Ubaldini, med 1642-1644 dal postaviti veličasten marmornat spomenik, ki ga je napravil v levi ladji kipar Algardi 

### Undosus vir
Malahijeva prerokba ga imenuje Undosus vir, tj. Valoviti mož. 
Avtor je morebiti hotel namigniti občinstvu na možen grb te imenitne in mogočne florentinske rodovine, vendar to ne ustreza Medičejskemu grbu Leona XI., ki ga sestavlja pet rdečih krogel na zlatem ozadju in tri zlate lilije na plavem ozadju. To reklo povezujejo bolj posrečeno z njegovim kratkim vladanjem, ki je minilo kot valovje; vladal je namreč komaj 27 dni.  

## RodovnikMedičejcev

### začetek rodu
```
Averardo (imenovan Bicci) † 1363
│
├─ Francesco
│ │
│ └─ Averardo (1373-1434)
│ 
│
└─ 
 Giovanni di Bicci
 (1360-1429)
    │
    ├─ 
Cosimo Starejši
  (1389-1464) začetnik starejše veje rodu Medičejcev
    │
    └─ Lorenzo Starejši  (1394-1440) začetnik mlajše veje rodu Medičejcev
```

### starejša veja rodu Medičejcev
```
Cosimo de' Medici Starejši
 (1389-1464), gospod v Firencah, poročen Contessina de' Bardi
│
├─Giovanni de' Medici (1421-1463), poročen Ginevra degli Alessandri
│
├─Carlo de' Medici (1428/30-1492), nezakonski, prelat
│
└─
Piero de' Medici Protinasti
 (1416-1469), gospod v Firencah, poročen Lucrezia Tornabuoni
    │
    ├─Maria de' Medici (1445 ca-1472), poročena Leonetto de' Rossi
    │
    ├─Bianca de' Medici (1445-1488), poročena Guglielmo de' Pazzi
    │
    ├─Nannina de' Medici (1448-1493), poročena Bernardo Rucellai
    │
    ├─Giovanni, nezakonski
    │
    ├─Giuliano de' Medici (1453-1478) partnerica Simonetta Vespucci
    │ │
    │ └─Giulio de' Medici) (1478-1534), papež 
Klemen VII.

    │   │
    │   └─Alessandro de' Medici, vojvoda Florentinski (1511-1537), poročen Margherita d'Austria
    │          │
    │          ├─Giulio de' Medici (ca. 1533-1600), nezakonski, poročen Angelica Malaspina
    │
    └─
Lorenzo de' Medici Veličastni
 (1449-1492), gospod v Firencah, poročen Clarice Orsini
        │
        ├─Lucrezia de' Medici (1470-1550), poročena Jacopo Salviati
        │ │
        │ ├─Maria Salviati (1499-1543), porčena 
Giovanni dalle Bande Nere
 (pravnuk  Lorenza 
        │ │ starejšega, začetnika mlajše veje rodu Medičejcev; Cosimo I. de' Medici je njun sin)
        │ │
        │ └─Francesca Salviati, poročena Ottaviano de' Medici
        │    │
        │    └─Alessandro de' Medici (1535-1605), 
papež Leon XI.
 (umrl slab mesec po imenovanju)
        │
        ├─ Piero de' Medici Nesrečni (1472-1503), gospod v Firencah, poročen Alfonsina Orsini
        │ │
        │ ├─
Lorenzo II. de' Medici
 (1492-1519), vojvoda Urbinski, poročen Madeleine de la Tour 
        │ │                                                                        d'Auvergne
        │ │ └─
Caterina de' Medici
 (1519-1589), kraljica Francije, poročena
        │ │                                                            
Henrik II Francoski

        │ │
        │ └─Clarice de' Medici (1493-1528), poročena Filippo Strozzi
        │
        ├─Maddalena de' Medici (1473-1528), poročena Franceschetto Cybo (sin papeža 
        │                                                                    Innocenca VIII.)
        ├─ Giovanni de' Medici, (1475-1521), papež 
Leon X.

        │
        ├─Luisa de' Medici (1477-1488)
        │
        ├─Contessina de' Medici (1478-1515), poročena Piero Ridolfi
        │
        └─Giuliano de' Medici (1479-1516), vojvoda Nemourski, poročen Filiberta di Savoia
            │
            └─Ippolito de' Medici (1511-1535), nezakonski, kardinal
```

### mlajša veja rodu Medičejcev, nadvojvode Toskanski
```
Lorenzo Starejši (1395-1464), poročen Ginevra Cavalcanti 
  │
  └─Pierfrancesco Starejši (1430-1476), poročen Laudomia Acciaiuoli
    │
    ├─Lorenzo il Popolano (1463-1503) poročen Semiramide Appiano d'Aragona
    │
    └─Giovanni il Popolano (1467-1498) poročen Caterina Sforza
       │
       └─
Giovanni dalle Bande Nere
 (1498-1526), pročen Maria Salviati (vnukinja Lorenza 
          │            Veličastnega; združitev starejše in mlajše veje rodu Medičejcev)
          │            
          └─
Cosimo I. de' Medici
 (1519-1574), nadvojvoda Toskanski, poročen Eleonora di Toledo,
             │                                                  in kasneje Camilla Martelli
             ├─Bia de' Medici (1537–1542)
             │
             ├─Maria de' Medici (1540–1557)
             │
             ├─Francesco I. de' Medici (1541-1587), nadvojvoda Toskanski, poročen Giovanna 
             │ │                                      d'Austria in kasneje Bianca Cappello
             │ │
             │ ├─Eleonora de' Medici (1567-1611), poročena Vincenzo I Gonzaga
             │ │
             │ ├─Anna de' Medici (1569-1584)
             │ │
             │ ├─Lucrezia de' Medici (1572-1574) 
             │ │
             │ ├─
Maria de' Medici
 (1573-1642), kraljica Francije, poročena
             │ │                                               
Henrik IV. Francoski

             │ │
             │ ├─Filippo de' Medici (1577-1582)
             │ │
             │ └─Don Antonio de' Medici (1576-1621), poročen Artemisia Tozzi 
             │
             ├─ Isabella de' Medici (1542-1576)
             │
             ├─ Giovanni de' Medici]] (1543-1562), kardinal
             │
             ├─ Lucrezia de' Medici (1545-1562), poročena Alfonso II d'Este
             │
             ├─ Pietro (Pedricco) de' Medici (1546–1547)
             │
             ├─ Garzia de' Medici (1547 – 1562)
             │ 
             ├─ Don Pietro de' Medici (1554-1604) poročen Leonora Álvarez de Toledo  
             │                                                in Beatriz de Menezes
             ├─ Don Giovanni de' Medici  (1563-1621), poročen Livia Vernazza
             │
             ├─ Virginia de' Medici (1568-1615), poročena Cesare d'Este
             │
             └─
Ferdinando I. de' Medici
 (1549-1609), veliki kardinal, nadvojvoda Toskanski, 
                │                                                  poročen Cristina di Lorena
                │
                ├─ Eleonora de' Medici (1591-1617))
                │
                ├─Caterina di Ferdinando de' Medici (1593-1629), poročena Ferdinando I Gonzaga
                │
                ├─Francesco di Ferdinando de' Medici (1594-1614)
                │
                ├─Carlo de' Medici (1596-1666), kardinal
                │
                ├─Filippino de' Medici (1598-1602)
                │
                ├─Don Lorenzo de' Medici (1599-1648)
                │
                ├─Maria Maddalena de' Medici (1600-1633)
                │
                ├─Claudia de' Medici (1604-1648), poročena Federico Ubaldo I. della Rovere 
                │                                      in nadvojvoda Leopoldo V. d'Austria
                │
                └─Cosimo II. de' Medici (1590-1621), nadvojvoda Toskanski poročen Maria 
                   │                                                Maddalena d'Austria
                   ├─Maria Cristina de' Medici (1609-1632) 
                   │
                   ├─Giovan Carlo de' Medici (1611-1663), kardinal
                   │
                   ├─Margherita de' Medici (1612-1679), poročena Odoardo I. Farnese
                   │
                   ├─Mattias de' Medici (1613-1667)
                   │
                   ├─Francesco di Cosimo de' Medici (1614-1634) 
                   │
                   ├─Anna de' Medici (1616-1676), poroč. nadvojvoda Ferdinando Carlo d'Austria
                   │
                   ├─Leopoldo de' Medici (1617-1675), kardinal
                   │
                   └─Ferdinando II. de' Medici (1610-1670), nadvojvoda Toskanski, poročen 
                      │                                             Vittoria della Rovere
                      │
                      ├─Francesco Maria de' Medici (1660-1711), veliki kardinal
                      │
                      └─Cosimo III. de' Medici (1642-1723), nadvojvoda Toskanski, poročen 
                         │                                     Margherita Luisa d'Orléans
                         │
                         ├─knez Ferdinando de' Medici (1663-1713), poročen Violante Beatrice  
                         │                                                        di Baviera
                         │
                         ├─Gian Gastone de' Medici (1671-1737), nadvojvoda Toskanski poročen 
                         │                        Anna Maria Francesca di Sassonia-Lauenburg
                         │
                         └─Anna Maria Luisa de' Medici (1667-1743), por.Johann Wilhelm von
                                                                               Düsseldorf
```